# Spike Island (Tasmanien)
Spike-Island ist eine kleine unbewohnte Insel Australiens und liegt in der gleichnamigen Spike Bay im Westen von Clarke Island. 
Das Eiland ist etwa sechs Hektar groß und gehört zur tasmanischen Furneaux-Gruppe in der östlichen Bass-Straße. 
Auf den Inseln sind Zwergpinguine, Dickschnabelmöwen, Silberkopfmöwen und Ruß-Austernfischer 
heimisch.